# Crematogaster jeanneli
Crematogaster jeanneli är en myrart som beskrevs av Santschi 1914. Crematogaster jeanneli ingår i släktet Crematogaster och familjen myror. Inga underarter finns listade i Catalogue of Life.